# Fernando Carlos
Fernando Carlos (Caballito, Buenos Aires, Argentina; 13 de enero de 1975) es un periodista deportivo, comentarista, reportero y conductor argentino. Actualmente trabaja para el canal Fox Sports 2 Argentina, Fox Sports Radio, el canal nacional Telefe, El noticiero de la gente y para el programa radial El Club del Moro de La 100.

## Carrera
Se inició en 1997 como periodista deportivo de la cadena Fox Sports, donde hasta ese momento se desempeñaba como productor de periodístico de Fox Sports Noticias, tras la ausencia inesperada de Mariano Closs debió reemplazarlo frente a las cámaras. Primero se desempeñó como reportero de los partidos en programas como Nuevo Nacional de Fútbol, Nacional B, Fútbol Vivo, Fox Sports: Copa Libertadores y Fútbol total. Luego pasó a ser comentarista y finalmente se lució como conductor de los ciclos deportivos Fútbol para todos junto a Germán Paoloski, ESPN FC con Alejandro Fantino y Hablemos de fútbol.
En televisión también fue invitado a ciclos de entretenimientos como Susana Giménez, Sábado Bus, Minuto para ganar, Pura Química, Escape perfecto, Mejor de noche y Nunca es tarde.
En el 2020 trabajó en el programa de entretenimiento Divina comida; y en el 2021 trabajó como participante del programa emitido por Telefé, MasterChef Celebrity Argentina 2. donde trabajó junto a figuras como Flavia Palmiero, CAE, Andrea Rincón, Claudia Fontán, Georgina Barbarrossa, Sol Pérez, Dani La Chepi, Gastón Dalmau, Candela Vetrano, Alex Caniggia, entre otros.

## Vida privada
En febrero de 2005 contrajo matrimonio con Lorena, una mujer ajena al ambiente, con quien tuvo sus dos hijos varones: Mariano y Sebastián Carlos.
Actualmente está en pareja con Verónica.

## Televisión
| Año       | Título                           | Rol                      | Canal      | Notas                                                                           |
| --------- | -------------------------------- | ------------------------ | ---------- | ------------------------------------------------------------------------------- |
| 1997-1998 | Nuevo Nacional de Fútbol         | Reportero                | Fox Sports |                                                                                 |
| 2001      | Nacional B                       | Reportero                | Fox Sports |                                                                                 |
| 2002-2006 | Fútbol vivo                      | Reportero                | Fox Sports | Apertura 2002: Vélez vs. Gimnasia LP                                            |
| 2002-2004 | Fox Sports: Copa Libertadores    | Reportero                | Fox Sports | Cuartos de final 2004: Boca vs. Sao Caetano- Libertadores 2002: River vs. Tuluá |
| 2006      | Fox Sports: Copa Libertadores    | Reportero                | Fox Sports | Apertura 2006: Belgrano vs. Central - Clausura 2006: Quilmes vs. Arsenal        |
| 2008-2011 | Susana Giménez                   | Participación especial   | Telefe     |                                                                                 |
| 2003-2012 | Fútbol para todos                | Conductor                | Fox Sports |                                                                                 |
| 2015      | Fútbol total                     | Reportero                | Fox Sports | Final de "Copa del rey 2015"                                                    |
| 2013-2018 | ESPN FC                          | Conductor                | ESPN       |                                                                                 |
| 2018      | Hablemos de fútbol               | Conductor                | ESPN       |                                                                                 |
| 2020      | Divina comida                    | Participante / Anfitrión | Telefe     | Ganador (semana 5)                                                              |
| 2021      | MasterChef Celebrity Argentina 2 | Participante             | Telefe     | 6° Eliminado                                                                    |
| 2023      | Fox Sports Radio                 | Conductor                | Fox Sports |                                                                                 |